# Шанбрен
Шанбрен (фр. Chennebrun) насеље је и општина у северној Француској у региону Горња Нормандија, у департману Ер која припада префектури Евре.
По подацима из 2011. године у општини је живело 140 становника, а густина насељености је износила 47,95 становника/km². Општина се простире на површини од 2,92 km². Налази се на средњој надморској висини од 200 метара (максималној 219 m, а минималној 187 m).

## Демографија
| 1962. | 1968. | 1975. | 1982. | 1990. | 1999. | 2011. |
| ----- | ----- | ----- | ----- | ----- | ----- | ----- |
| 202   | 209   | 170   | 124   | 142   | 115   | 140   |

График промене броја становника у току последњих година